# قطعنامه ۱۰۸۷ شورای امنیت
قطعنامه ۱۰۸۷ شورای امنیت سازمان ملل متحد که در تاریخ ۱۱ دسامبر ۱۹۹۶ تصویب شد، سندی بین‌المللی دربارهٔ بررسی وضعیت در آنگولا است. این قطعنامه طی نشست ۳۷۲۲ام با ۱۵ رای موافق، ۰ مخالف و ۰ ممتنع تصویب شد.